# Чемпионат мира по бегу по шоссе 2023
Чемпионат мира по бегу по шоссе 2023 года прошёл 1 октября в Риге, столице Латвии. Были разыграны 8 комплектов медалей: мужчины и женщины определяли сильнейших в беге на 1 милю, 5 км (только в личном первенстве) и на полумарафоне (в личном и командном первенстве).
Очередной чемпионат мира по полумарафону был запланирован на 27 марта 2022 года в китайском Янчжоу, однако из-за пандемии COVID-19 и коронавирусных ограничений его сначала перенесли на 13 ноября, а затем и вовсе отменили.
В 2021 году международная федерация приняла решение расширить программу чемпионата. Помимо полумарафона, в неё включили бег на 5 км, а затем и 1 милю (1609,34 м). Обновлённый турнир получил название Чемпионат мира по бегу по шоссе (англ. World Athletics Road Running Championships), а его дебют в календаре был назначен на 2023 год. Право проведения первых соревнований было доверено латвийской Риге.
В чемпионате мира приняли участие 309 бегунов (173 мужчины и 136 женщин) из 53 стран мира. Каждая страна могла выставить максимум 2 участников в забегах на 1 милю и 5 км, а также 4 участников в полумарафоне. Сильнейшие в командном первенстве в полумарафоне определялись по сумме результатов трёх лучших бегунов в каждой сборной.
Трасса чемпионата была проложена по улицам Риги. Бег на 1 милю проходил в центре города, начинаясь у входа в Латвийский национальный художественный музей и заканчиваясь около памятника Свободы. Старт и финиш 5 км и полумарафона находились на набережной 11 ноября. На первых метрах участники пересекали реку Даугаву по Каменному мосту, преодолевали несколько километров на левобережье, после чего возвращались в Старый город по Вантовому мосту. Рельеф трассы был преимущественно равнинный, без значительного набора высоты.
На всех дистанциях по трассам чемпионата проводились также массовые забеги для всех желающих спортсменов-любителей (1 миля и 5 км — перед началом основной программы, полумарафон — сразу после старта мужчин).

## Расписание
| Дата           | Время | Забег                |
| -------------- | ----- | -------------------- |
| 1 октября 2023 | 11:50 | 5 км. Женщины        |
| 1 октября 2023 | 12:15 | 5 км. Мужчины        |
| 1 октября 2023 | 13:00 | 1 миля. Женщины      |
| 1 октября 2023 | 13:10 | 1 миля. Мужчины      |
| 1 октября 2023 | 13:30 | Полумарафон. Женщины |
| 1 октября 2023 | 14:15 | Полумарафон. Мужчины |

Время местное (UTC+3:00)

## Итоги соревнований
Забеги прошли в прохладную и ветреную погоду. Сильный встречный ветер сопровождал спортсменов на финишных отрезках всех дистанций.
В беге на 1 милю были установлены новые мировые рекорды. Официальные достижения в этой дисциплине на шоссе начали фиксироваться лишь c 1 января 2023 года, поэтому чемпионы ожидаемо стали новыми рекордсменами. Мужской забег прошёл в тактической борьбе, сильнейшие в которой определились в финишном спринте. Самым быстрым оказался американец Хоббс Кесслер, показавший результат 3:56.13. Пять первых бегунов финишировали с разницей менее 1 секунды, девять уместились в 2 секунды; 11 человек выбежали из 4 минут. Среди женщин неожиданное поражение потерпела главный фаворит сорвенований Фейт Кипьегон из Кении. Ранее в 2023 году она установила мировые рекорды в беге на 1500 м, 1 милю и 5000 м на стадионе, а также стала двукратной чемпионкой мира (1500 и 5000 м). В Риге она со старта возглавила забег в высоком темпе, но на финише пропустила вперёд соперниц из Эфиопии, Дирибе Велтеджи и Фревейни Хайлу. Победный и рекордный результат Велтеджи — 4:20.98, Кипьегон уступила ей более 3 секунд.
На дистанции 5 км борьба шла между представителями Кении и Эфиопии. В женском зачёте победила кенийка Беатрис Чебет, завоевавшая второй титул чемпионки мира в 2023 году. Ранее она первенствовала на чемпионате мира по кроссу, прошедшем в феврале. Лучшим среди мужчин оказался эфиоп Хагос Гебрхивет. В отличие от Чебет, ему пришлось ждать очередного успеха на мировом уровне более 7 лет: в последний раз он попадал в призовую тройку крупных соревнований в 2016 году, когда завоевал бронзу Олимпийских игр на дистанции 5000 метров.
В полумарафонских забегах доминировали легкоатлеты из Кении, занявшие все места на пьедестале. Лишь в третий раз в истории как у мужчин, так и у женщин представители одной страны заняли первые три места на чемпионате мира по полумарафону. Все предыдущие подобные успехи также принадлежали кенийцам: мужчинам в 1995 и 1997 годах, женщинам — в 2014 и 2016 годах. Олимпийская чемпионка 2020 года в марафоне Перес Джепчирчир в третий раз в карьере выиграла чемпионат мира по полумарафону (также была первой в 2016 и 2020 годах) и сравнялась по числу индивидуальных титулов с Теглой Лорупе, Полой Рэдклифф и Лорной Киплагат.

## Призёры
Сокращения: WR — мировой рекорд | AR — рекорд континента | NR — национальный рекорд | CR — рекорд чемпионата

Курсивом выделены участники, чей результат не пошёл в зачёт команды

### Мужчины
| Дисциплина            | Золото                                                               | Золото        | Серебро                                              | Серебро | Бронза                                                              | Бронза  |
| --------------------- | -------------------------------------------------------------------- | ------------- | ---------------------------------------------------- | ------- | ------------------------------------------------------------------- | ------- |
| 1 миля (1609,34 м)    | Хоббс Кесслер США                                                    | 3:56.13 WR CR | Каллум Элсон Великобритания                          | 3:56.41 | Сэмюел Прейкел США                                                  | 3:56.43 |
| 5 км                  | Хагос Гебрхивет Эфиопия                                              | 12:59 CR      | Йомиф Кеджелча Эфиопия                               | 13:02   | Николас Кипкорир Кения                                              | 13:16   |
| Полумарафон           | Сабастьян Сауэ Кения                                                 | 59:10         | Дэниел Эбеньо Кения                                  | 59:14   | Самвел Майлу Кения                                                  | 59:19   |
| Полумарафон (команды) | Кения · Сабастьян Сауэ · Дэниел Эбеньо · Самвел Майлу · Бенард Кибет | 2:57:43 CR    | Эфиопия · Джемал Йимер · Нибрет Мелак · Цегай Кидану | 2:59:54 | ЮАР · Табанг Мосиако · Стивен Мокока · Элрой Гелант · Прешус Машеле | 3:01:17 |

### Женщины
| Дисциплина            | Золото                                                                           | Золото        | Серебро                                                   | Серебро | Бронза                                                                          | Бронза  |
| --------------------- | -------------------------------------------------------------------------------- | ------------- | --------------------------------------------------------- | ------- | ------------------------------------------------------------------------------- | ------- |
| 1 миля (1609,34 м)    | Дирибе Велтеджи Эфиопия                                                          | 4:20.98 WR CR | Фревейни Хайлу Эфиопия                                    | 4:23.06 | Фейт Кипьегон Кения                                                             | 4:24.13 |
| 5 км                  | Беатрис Чебет Кения                                                              | 14:35 CR      | Лилиан Ренгерук Кения                                     | 14:39   | Еджгаеху Тае Эфиопия                                                            | 14:40   |
| Полумарафон           | Перес Джепчирчир Кения                                                           | 1:07:25       | Маргарет Кипкембой Кения                                  | 1:07:26 | Кэтрин Амананголе Кения                                                         | 1:07:34 |
| Полумарафон (команды) | Кения · Перес Джепчирчир · Маргарет Кипкембой · Кэтрин Амананголе · Айрин Кимайс | 3:22:25       | Эфиопия · Циге Гебреселама · Фетав Зерай · Ялемгет Ярегал | 3:27:55 | Великобритания · Калли Таккери · Саманта Харрисон · Клара Эванс · Эбби Доннелли | 3:29:15 |

## Медальный зачёт
Медали завоевали представители 5 стран-участниц.
 Принимающая страна
| Место | Страна         | Золото | Серебро | Бронза | Всего |
| ----- | -------------- | ------ | ------- | ------ | ----- |
| 1     | Кения          | 5      | 3       | 4      | 12    |
| 2     | Эфиопия        | 2      | 4       | 1      | 7     |
| 3     | США            | 1      | 0       | 1      | 2     |
| 4     | Великобритания | 0      | 1       | 1      | 2     |
| 5     | ЮАР            | 0      | 0       | 1      | 1     |
| Всего | Всего          | 8      | 8       | 8      | 24    |